# Mišo Juzmeski
Mišo Juzmeski (mk: Мишо Јузмески) (7. dubna 1966, Ochrid – 30. dubna 2021) byl severomakedonský spisovatel, publicista a fotograf.

## Životopis
Jeho povídky a jiné spisy byly publikovány v časopisech a novinách v Severní Makedonii a v zahraničí (Bulharsko, Česká republika). Vydal několik knih a dalších publikací. Jeho první kniha, román Přejezd v mlze byl přeložen do angličtiny, zatímco některé další díla byla přeložena do bulharštiny a češtiny.
Svými fotografiemi se zapojil do různých skupin a výstav. Některé fotografie byly publikovány jako ilustrace v publikacích.
Působil jako průvodce, tlumočník (makedonština byla jeho rodným jazykem, ale mluvil také bulharsky, nizozemsky, anglicky, francouzsky, německy, italsky, srbsky a španělsky), působil jako rozhlasový hlasatel a redaktor novin. Mnoho let pracoval na projektech pro rozvoj kultury a cestovního ruchu ve venkovských oblastech.

## Dílo
- Přejezd v mlze (román), Skopje, 2005 ISBN 9989-9744-5-4
- Budiž světlo (eseje), Blagoevgrad, 2005
- Pochválen slova (eseje), Blagoevgrad, 2006
- Elšani – život mezi kámen a voda (monografie), Elšani, 2009
- Náš holandský přítel A. den Doolaard (monografie), Ochrid, 2012 ISBN 978-9989-911-41-5

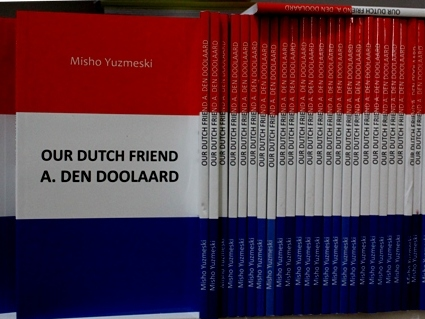
Mišo Juzmeski:Náš holandský přítel A. den Doolaard

## Výstavy
- Ochrid (Makedonie), 2000 – skupinová výstava
- Elšani[11][12] (Makedonie), 2008 – samostatná výstava (stálá expozice)
- Melnik[13][14] (Bulharsko), 2008 – samostatná výstava
- Burgas (Bulharsko), 2011 – samostatná výstava
- Ochrid (Makedonie), 2011 – samostatná výstava
- Ochrid (Makedonie), 2012 – samostatná výstava
- Bitola (Makedonie), 2013 – samostatná výstava
- Ochrid (Makedonie), 2013 – samostatná výstava